# Andrena glareola
Andrena glareola är en biart som beskrevs av Warncke 1969. Andrena glareola ingår i släktet sandbin, och familjen grävbin. Inga underarter finns listade i Catalogue of Life.